# Asuka-kyō

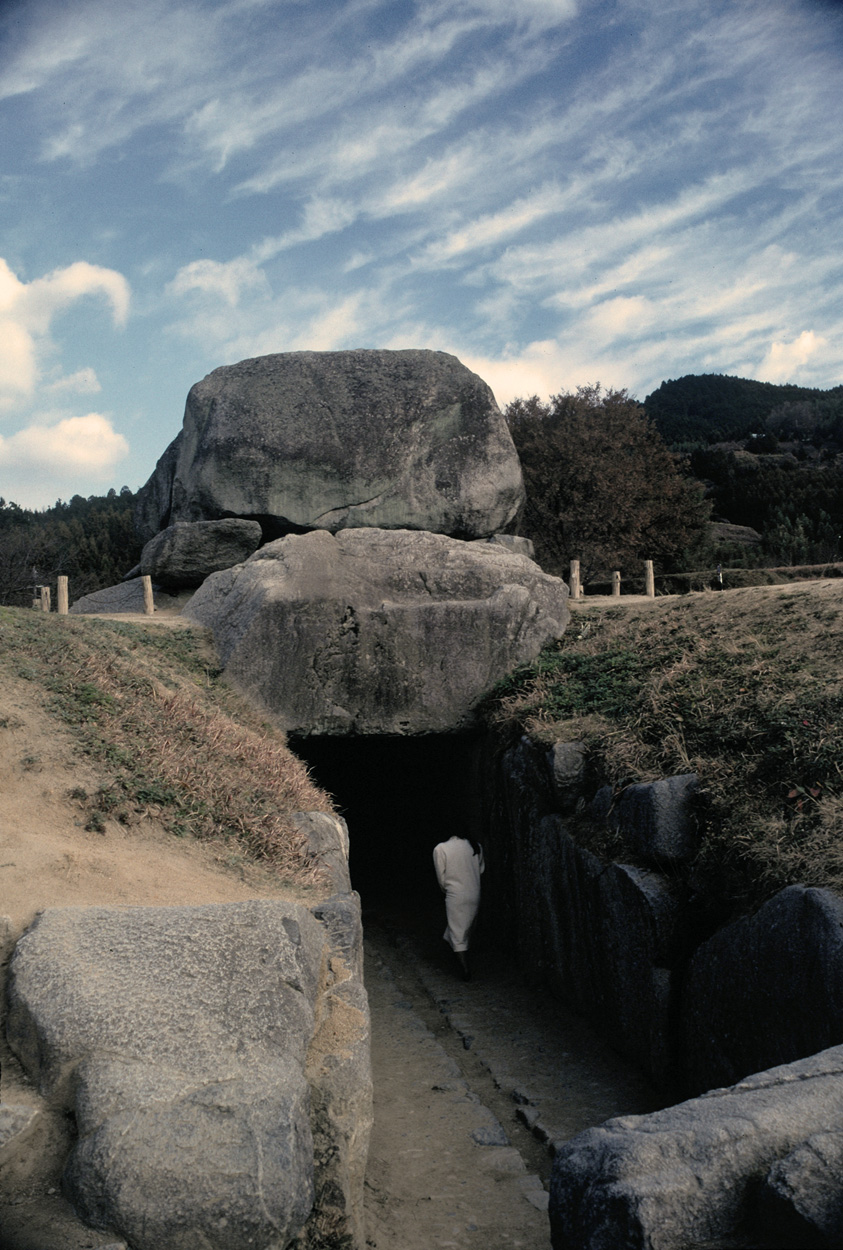
Kofun d'Ishibutai, qui passe pour être le site funéraire de Soga no Umako (le personnage indique l'échelle)

Asuka-kyō (飛鳥) est une des capitales impériales du Japon au cours de la période Asuka (de 538 à 710), qui tient son nom de cet endroit. Elle est située dans l'actuel village d'Asuka (préfecture de Nara).

## Étymologie
Parmi les nombreuses théories relatives à l'origine du nom du lieu, on compte celle qui se rattache à l'oiseau appelé bec-croisé des sapins, ou isuka en japonais, ou des caractéristiques géologiques locales, par exemple 洲処 (suka, signifiant « bande de sable » ou « delta ») ou 崩地 (asu) + 処 (ka). Cependant, il peut avoir été nommé en l'honneur d'Asuka (ou Ashuku) Nyorai, l'équivalent japonais d'Akshobhya, l'un des « cinq bouddhas de la sagesse », encore vénéré au Asuka-dera (temple d'Asuka), au Asuka-niimasu-jinja (le sanctuaire où il se manifeste comme un dieu shinto), et dans plusieurs autres structures de cette époque.

## Archéologie
Les fouilles archéologiques continuent à révéler des vestiges de ces ruines. Les découvertes récentes dans la région comprennent des pièces de monnaie Wados, considérées parmi les plus anciennes pièces de monnaie au Japon, et les peintures dans les kofun (ou tombes) de  Kitora et  Takamatsuzuka.
Le kofun d'Ishibutai est également situé à Asuka. Le 12 mars 2004 est annoncée la découverte des restes d'un bâtiment principal de résidence adjacente au kofun. Il est probable que la résidence appartenait à Soga no Umako, qui est censé avoir été enterré dans le kofun.

## Capitale impériale

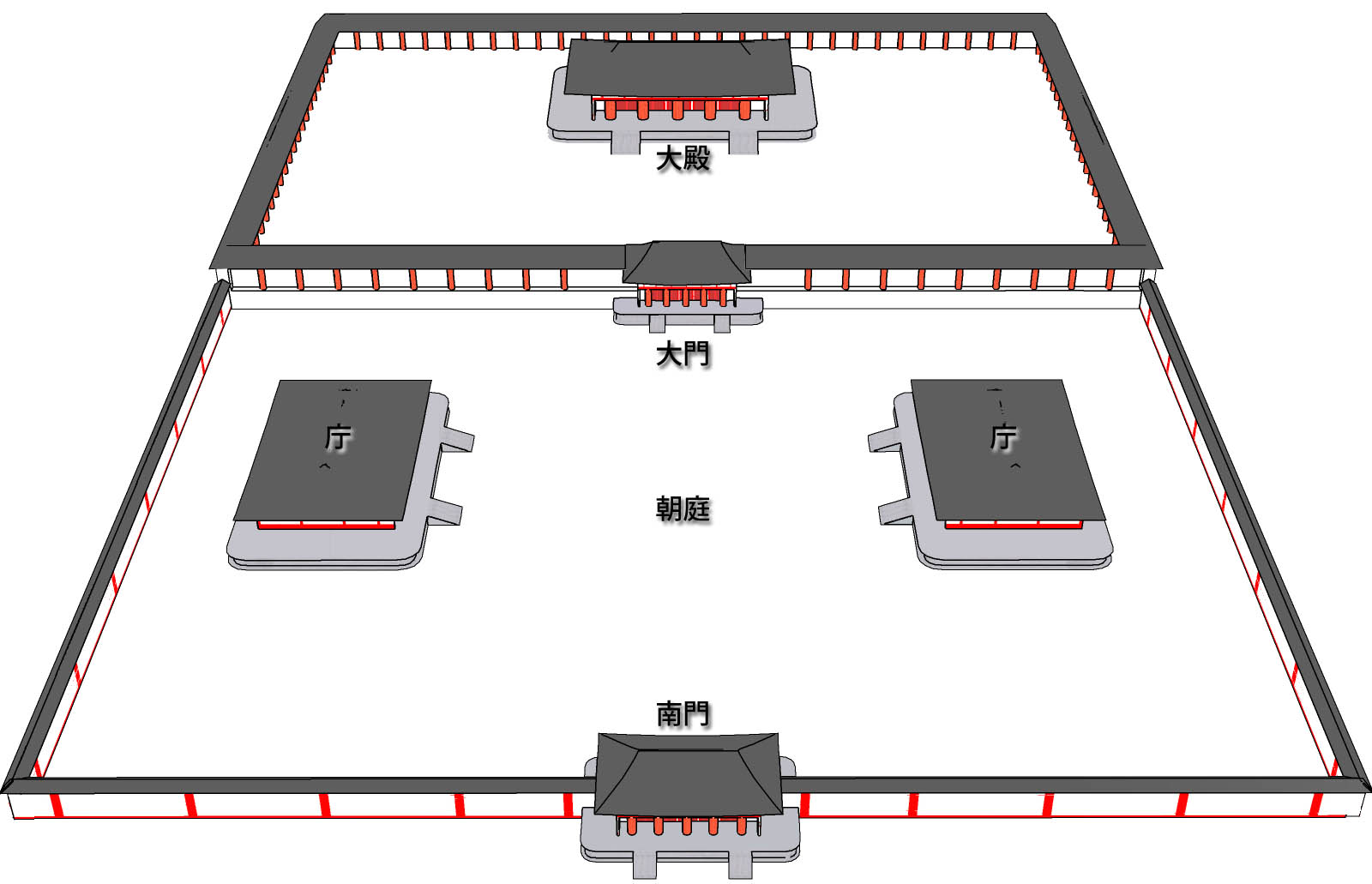
Disposition du palais d'Oharida

Lors des périodes où Asuka-kyō fut une capitale impériale, différents palais sont construits pour chaque monarque. Dès qu'un empereur meurt, toute la cour se déplace vers un palais nouvellement construit, car il est considéré comme dangereux de rester dans un endroit où l'esprit d'un monarque défunt peut résider. Parfois, même pendant le règne d'un seul empereur, le palais est modifié à plusieurs reprises en raison de sa destruction par le feu ou de mauvais présages. Étant donné que ces palais sont entièrement construits en bois, aucun d'eux n'a survécu, bien que certains travaux archéologiques dans les temps modernes permettent d'en découvrir des restes, tels que des socles en pierre pour piliers. 
D'autres lieux proches tels que Sakurai, Kashihara (anc. Fujiwara-kyō), Kōryō ou Shiki connurent d'autres palais, faisant également d'elles la capitale de leur temps.
Y auraient régné :
- de 410 à 453 (incertain) l'Empereur Ingyō au Palais de Tohotsu[2] ;
- de 485 à 487 (incertain) l'Empereur Kenzō au Palais de Chikatsu-Asuka-Yatsuri[3],[4] ;
- de 540 à 571 (incertain) l'Empereur Kinmei au Palais de Shikishima no Kanasashi[5],[6] ;
- de 593 à 603 l'Impératrice Suiko au Palais de Toyura (reconsacré en tant que couvent Toyura-dera)[7],[8];
- de 603 à 629 l'Impératrice Suiko déménage au Palais d'Oharida[7],[8] ;
- de 630 à 636 l'Empereur Jomei au Palais d'Okamoto[7],[9] ;

La cour déménage brièvement non loin à Kashihara puis Kōryō avant de revenir à Asuka.
- de 642 à 643 l'Impératrice Kōgyoku au palais Oharida ;
- de 643 à 645 l'Impératrice Kōgyoku déménage au Palais d'Itabuki[7],[9] ;

Entre 645 et 654, la cour déménage sous l'impulsion de l'Empereur Kōtoku au palais de Naniwa Nagara-Toyosaki (645–54) à Osaka.
- en 655, l'Impératrice Kōgyoku remonte sur le trône sous le nom d'Impératrice Saimei au Palais d'Itabuki, avant de déménager au Palais de Kawahara[7],[10] ;
- de 656 à 660, l'Impératrice Saimei déménage au Palais d'Okamoto avant de s'éloigner d'Asuka sans pouvoir y revenir. Elle décède à Asakura l'année suivante[7],[11] ;

Entre 661 et 667, la cour qui s'était installée temporairement au Palais Asakura no Tachibana no Hironiwa à Asakura déménage au Palais Naniwa-Nagara no Toyosaki à Osaka. Puis elle déménage de nouveau au Palais d'Ōmi ou Palais d'Ōtsu de 667 à 672 à Ōmi-kyō (aujourd'hui Ōtsu) avant de revenir une dernière fois à Asuka.
- de 672 à 686 l'Empereur Temmu, puis de 686 à 694 l'Impératrice Jitō règnent au Palais de Kiyomihara[7],[12].

La capitale est alors finalement abandonnée par l'impératrice Jitō pour Fujiwara-kyō,.

### Jardin
Un jardin avec deux mares artificielles et des installations hydrauliques semble avoir servi à des rites impériaux, notamment des rites de purification.

## Source de la traduction
- (en) Cet article est partiellement ou en totalité issu de l’article de Wikipédia en anglais intitulé « Asuka, Yamato » (voir la liste des auteurs).